# 整體藝術
整体艺术（德語：Gesamtkunstwerk，德語發音：[ɡəˈzamtˌkʊnstvɛʁk]）是由德国作曲家、剧作家瓦格纳提出的美学概念，在十九世纪的欧洲出现。这一理念源于瓦格纳早期接触并延续的德国浪漫主义。在其1849年的两篇论述文章中他提到这个词，但最早提出這個詞的还是德国哲学家兼作家特拉恩多夫，他在1827年的一篇文章中首次用到这个词。但瓦格纳早前是否读过特拉恩多夫的文章不得而知。在二十世纪，一些作家應用这个词语用于形容一种形式的建筑，用于室内装潢，家具，花园等空間上，也有一些将此词语应用于电影或大众媒体中。

## 瓦格纳的理论

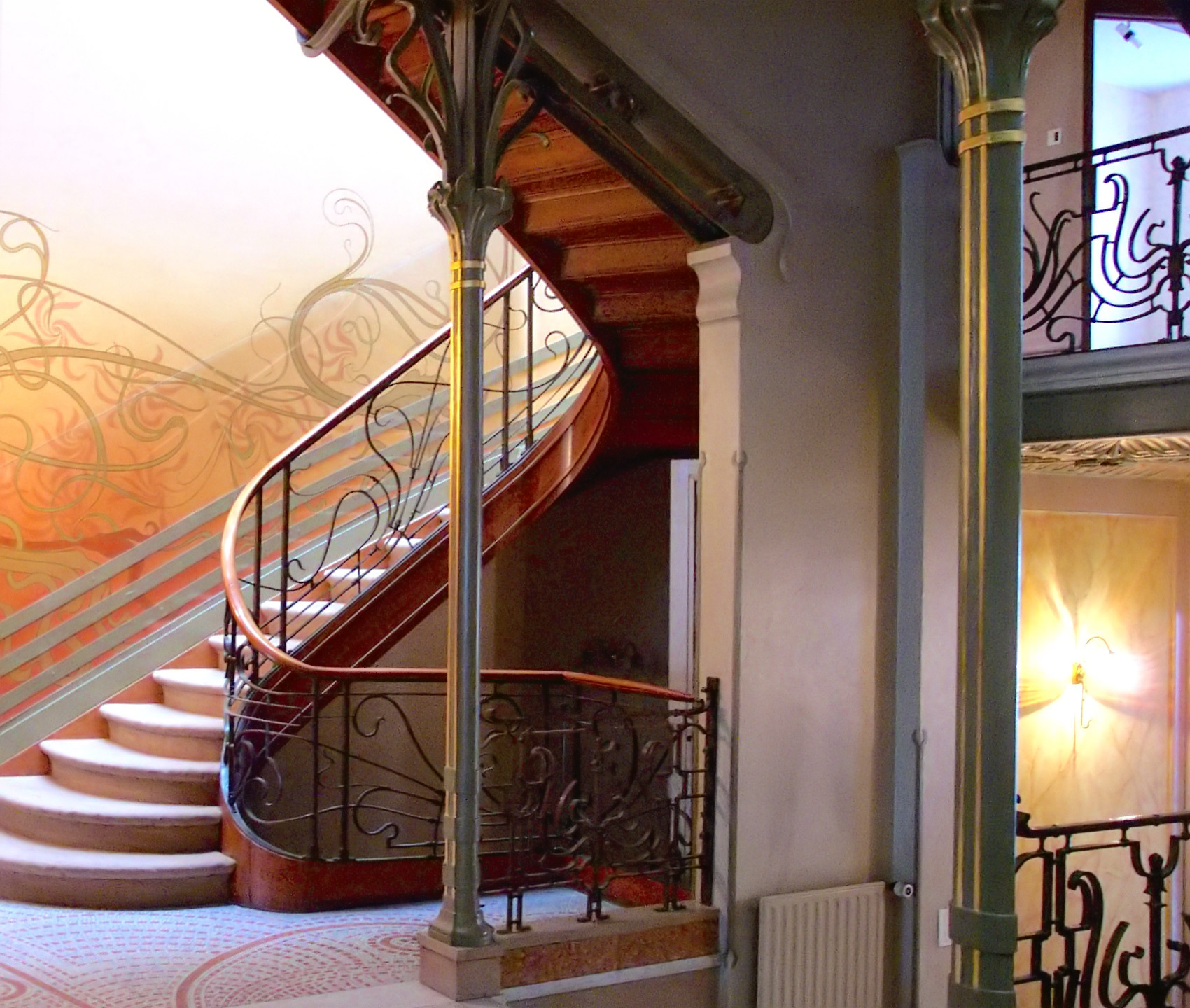
塔塞尔公馆的樓梯，是整體藝術的早期典範

瓦格纳在1849年的两篇论述文章《艺术与革命》和《未来艺术作品》中确切用到“Gesamtkunstwerk”一词，他谈及所有的艺术作品可以在戏剧中集合表现，这一概念整合了诗歌、视觉艺术、歌剧及剧场。虽然早前已有人实验过此艺术方法，但瓦格纳在德国城市拜罗伊特的剧院中真正实现了他的整体艺术，成为第一人。
这个概念简单说来就是作曲家在音乐、剧本、表演、舞台设计这些方面都亲力亲为，从而突出作品的连贯性和整体性，最大程度地体现作曲家想要表达的觀點。

## 特点
通过多种媒介，多种艺术专业同时进行，且通过她所包含的标志性的，哲学的或形而上的意义表现出来。这一概念的使用源于艺术家想反映生活的统一性。